# Markedscirkus
Markedscirkus er en betegnelse anvendt om et forevisningsshow på markedspladser, der anvender betegnelsen cirkus i navnet, for eksempel Cirkus Olympia.
Tiden før der kom Tv, og før mange havde egen bil, var det stort og festligt, når der kom omrejsende tivoli med gøgl til byen, eller der blev afholdt marked, for eksempel i forbindelse med et årligt dyrskue. Ofte kunne man oplevede de såkaldte forevisningsshow, en form for varieté med artisteri og gøgl, som undertiden brugte betegnelsen cirkus. Deraf kommer betegnelserne markedsgøgl og markedscirkus.
Det kan være vanskeligt at sætte et klart skel mellem, hvornår noget er cirkus, og hvornår det er forevisning. Flere danske cirkus er begyndt som forevisning på markeder, altså markedscirkus, blandt andre Cirkus Arena og Cirkus Krone.
Andre kendte forevisningsshow på markeder er Professor Labri (1863-1935), der skiltede med "Cirkus Teater Varieté", og den senere Professor Tribini (1915-1973), som kaldtes varieté og især kendtes fra Dyrehavsbakken.
I et markedscirkus var der ingen manege, men derimod en scene for enden af teltet, ligesom i et forevisningsshow. Der var en parade foran teltet, der blev ledet af en såkaldt rekommandør, der fortalte rosende om forestillingen. Formålet var, at få forbipassenrende potentielt publikum til, at købe en billet. Kendte rekommandører var både Professor Labri og Professor Tribini, og ikke mindst Berdino – aka Arne V. Olsen og stifter af Cirkus Arena – han omtales som værende blandt de største. Forestillingerne varede sjældent varede mere end 20-30 minutter. Dels skulle et markedscirkus nå så mange forestillinger som muligt, og dels ville publikum også gerne nå, at se meget andet, eventuelt også en anden forevisning, hvis der var flere gøglere på markedspladsen.
- Professor Labris forevisningstelt på et marked i Sorø 1915, på facaden er skrevet "Professor Labri - Cirkus Teater Varieté - Nyt for Skandinavien".
- Berdino i 1950'erne.
- Cirkus Arena begyndte som markedscirkus i 1957, til venstre er Berdino rekommandør.